# Gonomyia longispina
Gonomyia longispina là một loài ruồi trong họ Limoniidae. Chúng phân bố ở miền Australasia.